# Brabira apatopleura
Brabira apatopleura är en fjärilsart som beskrevs av Louis Beethoven Prout 1934. Brabira apatopleura ingår i släktet Brabira och familjen mätare. Inga underarter finns listade i Catalogue of Life.